# Vale do Seixo e Vila Garcia
Vale do Seixo e Vila Garcia (oficialmente: União das Freguesias de Vale do Seixo e Vila Garcia) é uma freguesia portuguesa do município de Trancoso, com 20,35 km² de área e 186 habitantes (censo de 2021). A sua densidade populacional é 9,1 hab./km².

## História
Foi criada aquando da reorganização administrativa de 2012/2013, resultando da agregação das antigas freguesias de Vale do Seixo e Vila Garcia.

## Demografia
A população registada nos censos foi:
| Distribuição da População por Grupos Etários | Distribuição da População por Grupos Etários | Distribuição da População por Grupos Etários | Distribuição da População por Grupos Etários | Distribuição da População por Grupos Etários | Distribuição da População por Grupos Etários |
| -------------------------------------------- | -------------------------------------------- | -------------------------------------------- | -------------------------------------------- | -------------------------------------------- | -------------------------------------------- |
| Antes da agregação                           |                                              |                                              |                                              |                                              |                                              |
| Ano                                          | 0-14 anos                                    | 15-24 anos                                   | 25-64 anos                                   | >= 65 anos                                   | Total                                        |
| 2001                                         | 25                                           | 42                                           | 156                                          | 146                                          | 369                                          |
| 2011                                         | 14                                           | 12                                           | 100                                          | 119                                          | 245                                          |
| Após a agregação                             |                                              |                                              |                                              |                                              |                                              |
| Ano                                          | 0-14 anos                                    | 15-24 anos                                   | 25-64 anos                                   | >= 65 anos                                   | Total                                        |
| 2021                                         | 9                                            | 10                                           | 72                                           | 95                                           | 186                                          |